# Montrose (Pensylwania)
Montrose – miasto w Stanach Zjednoczonych, w północno-wschodniej części stanu Pensylwania, w hrabstwie Susquehanna. Jest siedzibą władz hrabstwa. W 2000 roku, miasto liczyło 1664 mieszkańców.